# Johannes Voorhout
Johannes Voorhout (Uithoorn, 11 novembre 1647 - Amsterdam, 12 mai 1723) est un peintre néerlandais.

## Biographie
Johannes Voorhout est né le 11 novembre 1647 à Uithoorn. Son père est l'horloger Cornelis Voorhout. Voyant que son fils a une plus grande propension au dessin qu'aux aspects techniques de l'horlogerie, Cornelis place Johannes comme apprenti chez Constantijn Verhout, peintre de scènes de l'histoire moderne, en 1662 à Gouda. Il a probablement aussi étudié auprès de Jan van Noordt, un peintre d'histoire, de 1664 à 1669.
Après avoir travaillé pendant cinq ans, il se marie en 1670. Deux ans plus tard, inquiet d'une invasion imminente des Français, il quitte le pays et s'installe à Friedrichstadt, où sa femme a des amis, et est reçu par Jürgen Ovens. Ovens souhaite que Voorhout travaille pour lui, mais ce dernier refuse, tout en acceptant son conseil de tenter sa chance à Hambourg. Il y connaît effectivement le succès et c'est là que son fils Johannes naît en 1677.
Johannes Voorhout peint un grand portrait équestre de Guillaume III pour Dirck Clant de Groningue, le seigneur du chateau Hanckemaborg (nl), où la toile est exposée avant d'être conservée au musée de Groningue. Cette peinture sera utilisée dans les années 1930 comme modèle pour le billet de banque néerlandais de 500 florins.
Apprenant que la situation politique s'est stabilisée à Amsterdam, Voorhout y retourne en 1677. Il ouvre un atelier où il enseigne la peinture, entre autres à son fils Johannes et à Ernst Stuven (en). Il n'a cependant pas un grand succès, en partie, selon Arnold Houbraken, parce qu'il était si productif que les clients ne savaient que choisir, et que le marché local était très concurrentiel. Houbraken ajoute que Voorhout était peut-être trop concentré sur la peinture elle-même, oubliant ses obligations commerciales, qui incluent « la flatterie et la tromperie ».
Johannes Voorhout meurt en août 1717 et est enterré le 25 de ce mois.

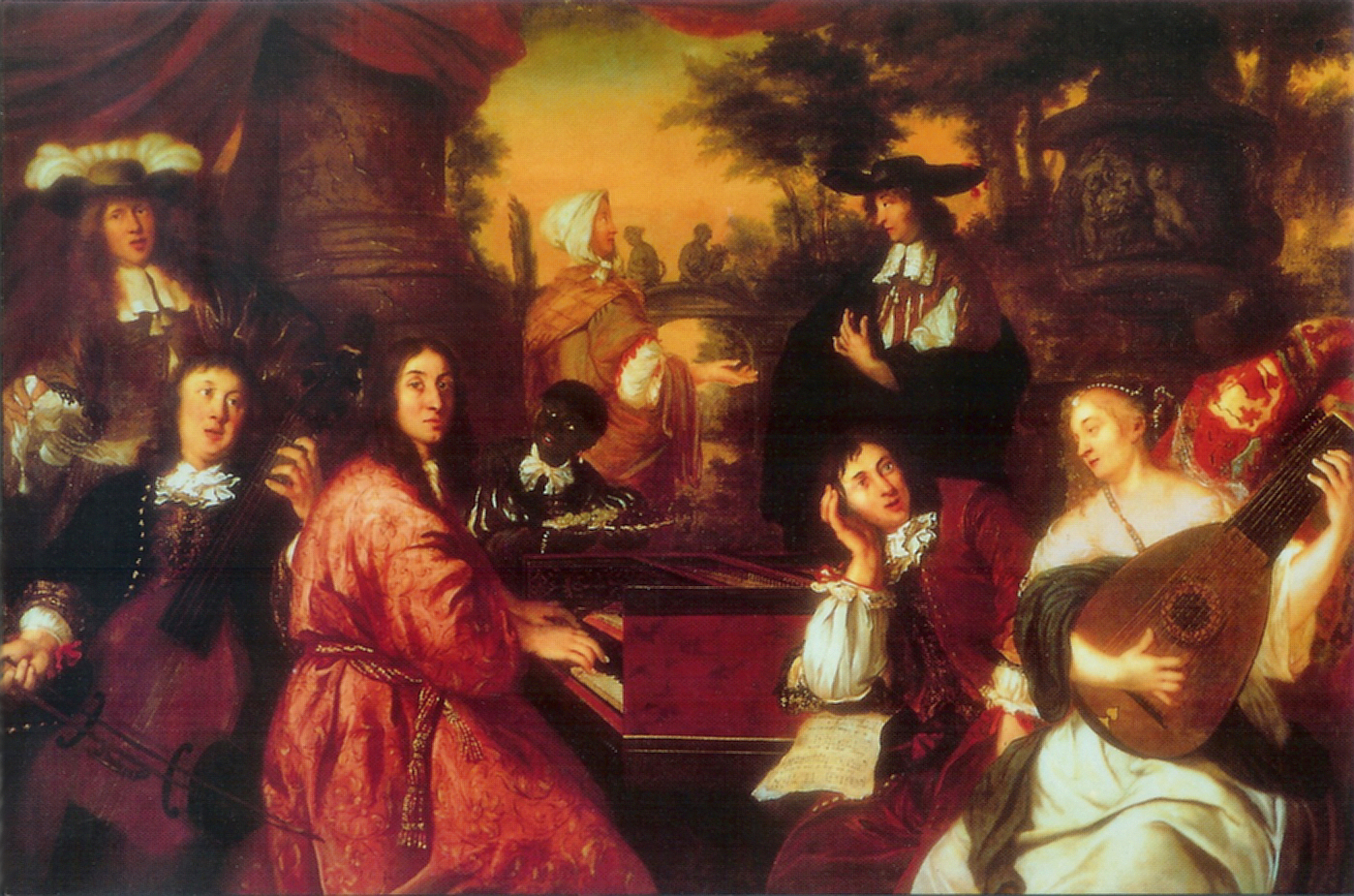
Scène de musique dans un intérieur ou Allégorie de l'amitié (1674), représentant les musiciens Johann Adam Reinken et Dietrich Buxtehude, et peut-être Johann Theile.